# Avicii
Tim Bergling (Estocolmo, 8 de setembro de 1989 — Mascate, 20 de abril de 2018), também conhecido pelo seu nome artístico Avicii (estilizado como ΛVICII ou pelo símbolo ◢◤, que representa as letras 'A' e 'V'), foi um DJ, produtor musical, cantor, compositor e multi-instrumentista sueco. Avicii foi classificado em terceiro lugar no ranking da lista anual Top 100 DJs da revista americana DJ Magazine em 2012 e 2013, além de ter sido nomeado duas vezes para o prêmio Grammy Awards, sendo uma vez no Grammy Awards 2012 na categoria "Melhor Gravação Dance" com sua música "Sunshine" em colaboração com David Guetta, e outra vez com no Grammy Awards de 2013 na categoria "Melhor Gravação Dance" com sua música "Levels".
Considerado um revolucionário para o gênero "EDM" e um precursor para a popularização da música eletrônica a nível mundial, algumas de suas músicas mais famosas são "I Could Be the One" com Nicky Romero, "Wake Me Up!", "You Make Me", "Hey Brother", "Addicted to You", "The Nights", "Waiting for Love", "The Days", "Without You" e "Lonely Together".
Seu álbum de estreia, True, obteve uma recepção positiva pela crítica especializada e chegou ao top dez em mais de quinze países. O primeiro single do álbum "Wake Me Up!" foi um grande sucesso no mundo todo e alcançou o topo das paradas em diversos países e em 2023 se tornou a música de EDM com maior quantidade de certificados na história da RIAA. Em 2014, Avicii lançou o EP The Days / Nights, de onde saíram dois grandes sucessos "The Days" e "The Nights". Em 2015, Avicii lançou seu segundo álbum de estúdio, Stories. Em 10 de agosto de 2017 ele lançou um extended play (EP) intitulado AVĪCI (01).
Avicii faleceu no dia 20 de abril de 2018, em Mascate, Omã. Embora a causa da sua morte não tenha sido divulgada explicitamente, se inferiu, através de um comunicado efetuado pela sua família, que o músico se suicidou com cortes no punho, utilizando o vidro de uma garrafa de champanhe, o que foi confirmado pela autópsia. Um álbum póstumo, intitulado Tim, foi lançado em 2019, contendo os singles "SOS", "Tough Love" e "Heaven", além de outras músicas que Avicii estava produzindo antes de sua morte.
Uma coletânea musical contendo os maiores sucessos de Avicii foi lançada em 2025, intitulada Avicii Forever. A coletânea inclui dois singles novos que nunca foram lançados por Avicii em vida: "Let's Ride Away" com a cantora Elle King e "Forever Yours" em sua versão original, tocada por Avicii em shows, com vocais de Sandro Cavazza.

## Biografia
Tim Bergling nasceu em Estocolmo, Suécia, em 8 de setembro de 1989, filho de Klas Bergling, que administrava uma empresa de suprimentos de escritório, e da atriz Anki Lidén. Ele tinha três irmãos: David Bergling, Linda Sterner e o ator Anton Körberg. Ele começou a mixar músicas em seu quarto aos oito anos de idade.
Tim Bergling adotou o pseudônimo Avicii, uma adaptação de "Avīci", que, segundo ele, significa "o nível mais baixo do inferno budista". Ele escolheu esse nome porque "Tim Bergling" já estava sendo usado por outro usuário no MySpace. O nome foi escrito com dois "i" no final porque a palavra original "Avici" também já estava em uso por outra pessoa.

## Carreira

### Começo (2006—2010)
Em 2006, aos 16 anos, Avicii já estava se aventurando na produção musical. Após baixar uma versão pirata do programa FL Studio, ele começou a criar suas primeiras faixas.
A primeira faixa de Avicii, intitulada "L_T_1", foi postada em um antigo fórum de um site de músicos suecos chamado "studio.se". Lá, Avicii compartilhou trechos da música e pediu feedback aos outros usuários. Antes de assinar seu primeiro contrato profissional, Avicii ainda produziu e publicou mais duas músicas, chamadas "L_T_2" e "Brain", no mesmo fórum.
Em maio de 2007, Avicii assinou seu primeiro contrato profissional com a gravadora Dejfitts Plays.  Ainda em 2007, ele lançou sua primeira música de forma profissional, produzindo a faixa "Lazy Lace" para a trilha sonora do jogo eletrônico "Lazy Jones".
De 2008 a 2010, Avicii foi um produtor prolífico, lançando músicas a um ritmo incrivelmente rápido. Durante esse período, ele produziu remixes como "Sound of Now", "Muja", "Ryu" e "Strutnut", "Even", "Set Me Free", entre outros.
Em 2010, Avicii lançou seu primeiro grande sucesso, "Seek Bromance", que alcançou o top 20 das paradas de vários países, incluindo Bélgica, França, Holanda, Reino Unido, e Suécia. Ele também remixou o clássico single de Nadia Ali, "Rapture", para o álbum dela Queen of Clubs Trilogy: Onyx Edition. Ainda em 2010, Avicii lançou outros grandes sucessos que foram "My Feelings For You" e "Malo".
Em outubro de 2010, Avicii assinou com a EMI Music.

### "Levels" e sucesso internacional (2011—2012)

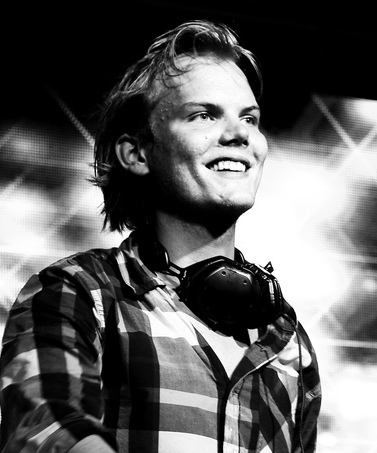
Avicii em setembro de 2011

Em 2011, Avicii lançou a canção "Levels". A canção foi produzida pelo próprio e contém uma amostra vocal inspirada na canção gospel de 1962, "Something's Got a Hold on Me" de Etta James. A mesma amostra vocal foi usada primeiramente por Pretty Lights em sua canção de 2006, "Finally Moving". Essa amostra também foi usada pela produtora Drum and Bass em "Call Me Back" e por Flo Rida em seu single "Good Feeling", que foi produzido pelo DJ Prak e Cirkut. "Levels" alcançou o top dez em vários países, ao mesmo tempo que alcançou o topo das tabelas da Hungria, Noruega e Suécia.
Em 2012, sua faixa de colaboração "Sunshine", com David Guetta, foi indicada ao Grammy na categoria de "Melhor Gravação de Dance". Sua faixa "Fade into Darkness" obteve uma amostra por Leona Lewis em seu single "Collide". A amostra não foi credenciada e levou controvérsia, pois Bergling tentou bloquear o lançamento do single. No entanto, o assunto foi resolvido fora dos tribunais com representantes afirmando "que Leona Lewis e Avicii trabalharão juntos no próximo single de Collide".

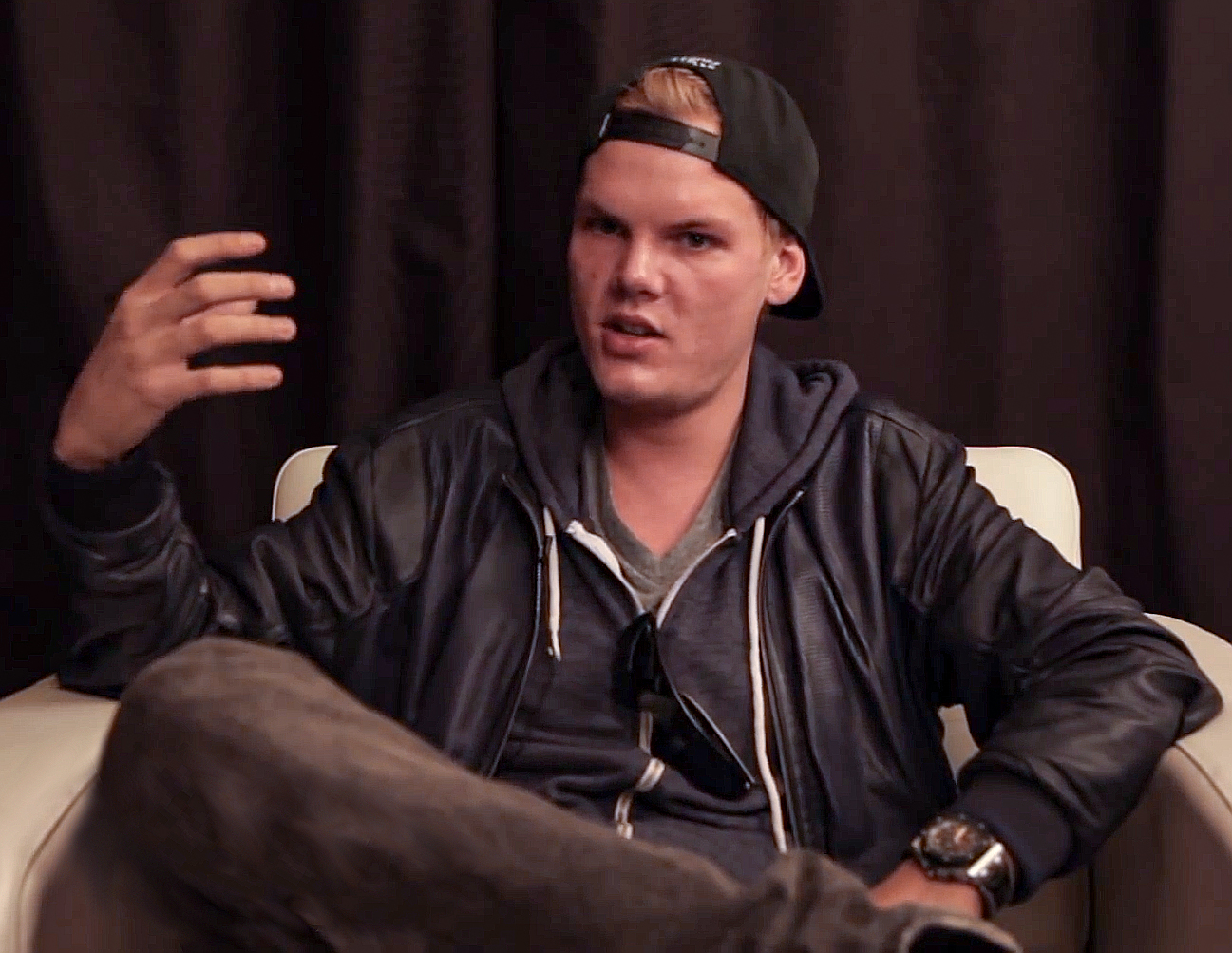
Avicii durante uma entrevista em 2012

Em 23 de março de 2012, o single não assinado de Bergling, "Last Dance" foi exibido no programa de Pete Tong no BBC Radio 1. A canção foi lançada mais tarde em 27 de agosto de 2012. No Ultra Music Festival 2012, em Miami, ele estreou duas faixas, "Girl Gone Wild" (Avicii UMF Remix) com Madonna e "Superlove" com Lenny Kravitz. O Remix UMF de Avicii de "Girl Gone Wild" foi lançado em 20 de abril de 2012, e "Superlove" com Kravitz foi lançado em 29 de maio de 2012. Depois de atingir dois milhões de seguidores no Facebook, Bergling lançou uma canção intitulada "Two Million". Foi lançado gratuitamente na sua página oficial do Soundcloud. Em 27 de abril de 2012, Bergling lançou a canção "Silhouettes". A música contou com os vocais de Salem Al Fakir e alcançou o número 5 na UK Dance Chart e o número 4 na Billboard Dance Club Songs.
Bergling foi um dos convidados no festival Lollapalooza em Grant Park, Chicago, no dia 4 de agosto de 2012. Em 12 de agosto de 2012, ele lançou a canção "Dancing In My Head" (Avicii's 'Been Cursed' Mix) no Beatport. A faixa conta com vocais de Eric Turner. Uma edição de rádio da faixa, intitulada "Dancing In My Head" (Tom Hangs Mix) foi lançado em 14 de agosto de 2012 no iTunes, e um EP remix foi lançado em 30 de outubro de 2012, com remixes de Charlie Bernardo e Michael Woods. Em 26 de setembro de 2012, Bergling fez história ao ser o primeiro DJ a tocar no Radio City Music Hall, em Nova Iorque. Ele realizou dois shows esgotados em 26 e 27 de setembro. Ele recebeu apoio de Matt Goldman e Cazzette nos dois shows. Nos seus shows no Radio City Music Hall, ele fez uma prévia de sua nova faixa com Mike Posner, intitulada "Stay with You".
Em 29 de dezembro de 2012, Bergling estreou muitas músicas novas no Lights All Night, no Dallas Convention Center, algumas das quais chegaram ao seu primeiro álbum de estúdio, True. Essas canções inéditas incluem "I'll Be Gone" e "Let It Go". O instrumental de "Let It Go" foi mixado com a cappella de "Addicted to You" para se tornar "Addicted to You (Avicii by Avicii)".
Em 29 de dezembro de 2012, Bergling lançou a canção "I Could Be the One" com Nicky Romero. Depois de estrear em seus shows quase um ano antes, a faixa finalmente foi lançada pela gravadora LE7ELS, de Bergling. A nova versão vocal foi lançada junto com uma versão instrumental, uma edição de rádio e remixes de Audrio e Didrick. Em 9 de janeiro de 2013, Bergling lançou o projeto "Avicii X You", uma parceria com a Ericsson projetada para criar o primeiro hit do mundo "crowdsourced". O projeto permitiu que os fãs enviassem batidas, efeitos, melodias, ritmos e vocais para Bergling como arquivos de som na Internet. A canção apresenta sequências de Kian Sang (melodia), Naxsy (linha de baixo), Martin Kupilas (batida), ВАНЯ ХАКСИ, Jonathan Madray, Mateusz Kolata e Christian Westphalen (efeitos). Bergling atuou como produtor executivo e criou a canção final intitulada oficialmente como "X You", que foi lançado em 26 de fevereiro de 2013. Em 30 de janeiro de 2013, Bergling lançou a faixa "Three Million" com a participação de Negin para celebrar os três milhões de fãs em sua página no Facebook.
Bergling foi indicado ao Grammy de "Melhor Gravação de Dance" com "Levels" no Grammy Awards de 2013. Ele foi indicado ao lado de Calvin Harris e Ne-Yo, Skrillex, Swedish House Mafia e John Martin, e Al Walser. A premiação aconteceu em 10 de fevereiro de 2013. Do final de fevereiro ao início de março de 2013, Bergling excursionou pela Austrália como uma das principais atrações do Future Music Festival, ao lado de The Prodigy e The Stone Roses. No final de fevereiro de 2013, Bergling fez sua primeira turnê sul-americana, com shows na Venezuela, Argentina, Colômbia, Brasil e Chile.

### True(2013)
Em março de 2013, Bergling anunciou e estreou muitas faixas novas de seu novo álbum, True, que mais tarde seria lançado em setembro, durante seu Main Stage no Ultra Music Festival, em Miami. As novas faixas eram de natureza experimental. Por exemplo, Bergling trouxe uma banda para tocar a nova canção tingida de bluegrass, "Wake Me Up". Muitas dessas novas canções, no entanto, receberam críticas mistas após o show.

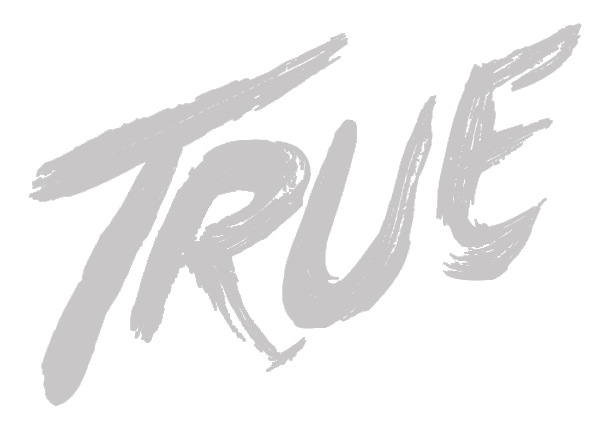
Logo do álbum True

Em 14 de junho de 2013, a estreia mundial do novo single de Avicii, "Wake Me Up!", foi exibida por Pete Tong na BBC Radio 1, apresentando os vocais de Aloe Blacc. A canção foi lançada no iTunes e nas rádios em 25 de junho de 2013. É o primeiro single do seu álbum de estreia, True, lançado em 16 de setembro de 2013. "Wake Me Up!" alcançou o número 1 no Spotify Global Chart, e Avicii estava em 2º na maioria dos artistas de streaming em todo o mundo. "Wake Me Up!" mais tarde passou a estabelecer um recorde de 14 semanas como o número um na Billboard Dance/Electronic Songs. A Official Charts Company anunciou em 21 de julho que "Wake Me Up!" se tornou o single de vendas mais rápido do Reino Unido de 2013 após ultrapassar "Blurred Lines" de Robin Thicke, tendo vendido 267 000 cópias em sua primeira semana de vendas no Reino Unido. "Wake Me Up!" subsequentemente se tornou um grande sucesso, liderando as tabelas de mais de 20 países, incluindo Austrália, Alemanha, Irlanda, Itália, Suécia, Holanda e Nova Zelândia.
Em 19 de outubro de 2013, foi anunciada a lista dos 100 melhores DJs do DJ Mag de 2013, com Avicii se encontrando em terceiro lugar na lista. Hardwell havia se tornado o novo número 1 do mundo, substituindo Armin Van Buuren. Em 28 de outubro de 2013, Avicii lançou o single "Hey Brother" com os vocais de Dan Tyminski. Em 10 de novembro, Avicii ganhou o seu primeiro prêmio "Best Electronic" no MTV EMA's. Em 24 de novembro de 2013, ele ganhou no American Music Awards na categoria "Artista Favorito de Dance/Eletrônica".
Em dezembro de 2013, Bergling lançou seu quarto single do álbum, "Addicted to You", que alcançou o número 1 na Hungria, com os vocais de Audra Mae, que também canta em "Shame on Me" e "Long Road to Hell", ambos faixas do álbum. Bergling também lançou o single "Lay Me Down", com vocais de Adam Lambert e guitarra de Nile Rodgers. Em 29 de dezembro de 2013, Bergling estreou sua nova faixa "Dreaming of Me", apresentando os vocais de Audra Mae, através do episódio 19 de seu podcast, LE7ELS.
Em 28 de fevereiro de 2014, a faixa Wake Me Up se tornou a primeira música a ultrapassar 200 milhões de ouvintes na história do Spotify, tornando-se a canção mais ouvida da plataforma. A faixa liderou o ranking de música mais reproduzida na história da plataforma por 506 dias, até ser superada por Thinking Out Loud, de Ed Sheeran, em maio de 2015.
Em 8 de março de 2014, a conta do Instagram de Bergling confirmou uma colaboração com Madonna. A extensão da colaboração é desconhecida. Em 21 de março de 2014, Bergling lançou uma edição remixada de seu álbum True, intitulado True: Avicii By Avicii, contendo remixes de todas as faixas, excluindo "Heart Upon My Sleeve" por razões desconhecidas. A promoção deste álbum deveria começar no Ultra Music Festival de 2014, mas Bergling anunciou que ele havia sido hospitalizado em 28 de março, e não pôde tocar seu set de encerramento no festival. Em 28 de março de 2014, a FIFA e a Sony Music Entertainment anunciaram que Avicii estaria colaborando com Carlos Santana, Wyclef Jean e Alexandre Pires para a canção oficial da Copa do Mundo da FIFA de 2014, intitulado "Dar um Jeito (We Will Find a Way)". A faixa foi realizada na Cerimônia de Encerramento da Copa do Mundo da FIFA, em 13 de julho de 2014.
Em abril de 2014, Avicii lançou seu single "Lay Me Down". Ele também produziu e colaborou com Chris Martin, do Coldplay, coescreveu e coproduziu da faixa "A Sky Full of Stars" do sexto álbum de estúdio de Coldplay, Ghost Stories, lançado em 19 de maio de 2014. Ele também tocou e gravou partes de piano na faixa. "A Sky Full of Stars" foi lançado em 2 de maio de 2014 como o segundo single de Ghost Stories. "Lovers on the Sun", uma faixa que Avicii coproduziu com David Guetta, que foi lançada como single do álbum Listen de David Guetta.

### Storiese outros lançamentos (2014—15)
Em julho de 2014, Avicii disse à revista Rolling Stone que ele havia trabalhado em 70 músicas para seu próximo álbum, Stories, que incluiria colaborações com Jon Bon Jovi, Serj Tankian do System of a Down, Chris Martin, Wyclef Jean e Matisyahu. Descrevendo o álbum, Bergling disse: "Vai ser muito mais orientado para a música".

Logo do álbum Stories

Durante sua turnê true Tour, ele também apresentou a canção "No Pleasing A Woman" com os vocais de Billie Joe Armstrong da banda de rock americana Green Day. Tem um instrumental semelhante ao de "Wake Me Up!", embora tenha diferentes progressões de acordes, juntamente com "No Pleasing A Woman". Bergling também tocou outras canções como "In Love With Your Ghost" com Daniel "Danne" Adams-Ray; "Love to Fall" com Tom Odell e "Million Miles" com a cantora LP, que é a versão demo de "Trouble", uma canção de Stories com vocais de Wayne Hector.
"Lose Myself", uma colaboração entre Bergling e cantor chinês Wang Leehom, foi lançado em 1 de setembro de 2014. Em 8 de setembro de 2014, seu aniversário de 25 anos, Bergling decidiu cancelar todos os seus shows restantes de 2014 devido a problemas de saúde.

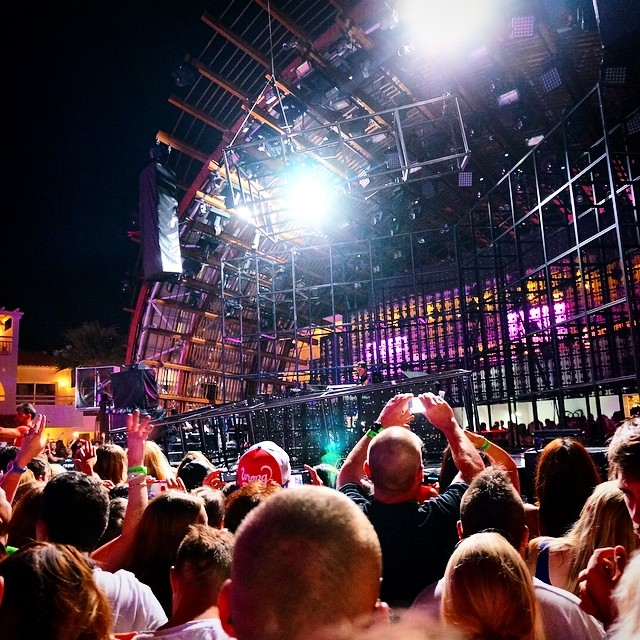
Avicii durante show em Ibiza em 2014

No dia seguinte, Avicii anunciou através da linha de roupas "Denim & Supply", da Ralph Lauren, que lançaria seu novo single "The Days" no final de 2014; um vídeo promocional também foi divulgado, dando uma prévia da faixa. "The Days" é uma colaboração entre Avicii e Robbie Williams, lançada em 3 de outubro de 2014 pela PRMD Music. Em 16 de setembro de 2014, a EA Sports revelou que Avicii lançaria uma nova faixa chamada "The Nights" exclusivamente no jogo FIFA 15. Posteriormente, em 17 de novembro de 2014, foi oficialmente anunciado que "The Nights" seria lançada como parte de um EP junto com "The Days". No mesmo dia, Wyclef Jean também lançou "Divine Sorrow", uma colaboração com Avicii, para uma campanha publicitária da Coca Cola no combate contra a AIDS. Finalmente, em 1º de dezembro de 2014, Avicii lançou o EP The Days / Nights, que inclui as duas faixas principais.
Em 6 de maio de 2015, Avicii lançou seu trabalho sobre a versão de Nina Simone de "Feeling Good", composta em 1964 pelos compositores ingleses Anthony Newley e Leslie Bricusse. Em 22 de maio de 2015, Bergling estreou o primeiro single de Stories, "Waiting for Love". A faixa foi coproduzida pelo colega Martin Garrix, e contou com os vocais de Simon Aldred de Cherry Ghost. Em 25 de maio de 2015, Bergling previu três antigas faixas no episódio 36 de seu podcast LE7ELS: "Tracks of My Tears", "Sorry Mr. Atari" e "Time to Get lll", todas as canções que Bergling tinha feito anos atrás. "Tracks of My Tears" é a versão original de "All You Need is Love" de Bergling. Em 27 de maio de 2015, foi confirmado por um jornal sueco através de uma entrevista com Bergling que seu segundo álbum, Stories, seria lançado no outono de 2015.
No dia 12 de junho de 2015, a banda canadense de indie rock Walk Off the Earth lançou a faixa "I'll Be Waiting". A canção foi escrita por Avicii em parceria com os membros da banda, a canção faz parte do álbum "Sing It All Away" da banda. Um videoclipe da música foi lançado em 3 de maio de 2016.
Em 3 de julho de 2015, Bergling previu duas faixas de seu álbum Stories no episódio 37 de seu podcast LE7ELS: "Broken Arrows", com Zac Brown Band e "Can't Catch Me", com Wyclef Jean e Matisyahu. Ele também tocou uma versão completa de sua faixa "Heaven" e também revelou que ele estava fazendo outra faixa com Chris Martin no vocal chamado "True Believer". Mais tarde, Bergling também revelou que ele também está cantando nessa faixa. Em 18 de julho de 2015, foi anunciado por Bergling que ele finalmente terminou a produção de Stories após dois anos de trabalho.
Algumas semanas depois, em 4 de agosto de 2015, foi anunciado que os singles finais antes do lançamento de Stories seriam "For a Better Day", com o cantor americano Alex Ebert e "Pure Grinding" apresentando os vocais de Kristoffer Fogelmark e Earl St. Clair. Em 27 de agosto, Bergling lançou um vídeo teaser no Instagram tocando a canção "Pure Grinding". As faixas "For a Better Day" e "Pure Grinding" foram lançadas no dia seguinte através do Spotify e do iTunes. As duas faixas também foram lançadas no EP Pure Grinding / For a Better Day no mesmo dia. Em 26 de setembro, Bergling anunciou "Stories - Megamix" no Spotify.
Stories foi lançado em 2 de outubro de 2015 ao lado de seu quarto single: "Broken Arrows" com Zac Brown, e também ao lado dos singles promocionais: "Ten More Days", com Zak Abel e "Gonna Love Ya", com Sandro Cavazza.
Em 9 de dezembro de 2015, Avicii remixou sua música "Broken Arrows" para ser usada como parte da trilha sonora do YouTube Rewind daquele ano.

### Aposentadoria de apresentações ao vivo (2016)
Em 15 de janeiro de 2016, Bergling lançou seu remix de "Beautiful Heartbeat" de Morten. A Coca-Cola fez uma parceria com Bergling para um hino de campanha global, intitulado "Taste the Feeling", com Conrad Sewell. A canção foi lançada em 19 de janeiro de 2016. Em 25 de janeiro, Bergling se uniu novamente com Coldplay para coproduzir a canção "Hymn for the Weekend", que foi lançado como o segundo single do álbum A Head Full of Dreams. Em 2016, de acordo com um relatório da revista Inc, a empresa Avicii foi a 6ª companhia que mais cresceu na Europa, com uma receita de €7,7 milhões em 2014.
Em 19 de março de 2016, Avicii se apresentou ao vivo no Ultra Music Festival e estreou novas canções como "Without You (part. Sandro Cavazza)", "We Burn (Faster Than Light)" e uma colaboração com a estrela pop australiana Sia "All I Need" (que ele tocou pela primeira vez em Dubai). Em 29 de março, Bergling anunciou no Facebook que se aposentaria de se apresentar ao vivo e em turnê em 2016.
Em 7 de abril de 2016, Bergling anunciou que estava trabalhando em um terceiro álbum de estúdio. Em 3 de junho de 2016, Bergling lançou sua colaboração com Otto Knows intitulada "Back Where I Belong". É a segunda colaboração com os dois produtores depois de "Itrack", em 2011. Em 15 de julho de 2016, Bergling lançou um remix de sua própria música, "Feeling Good". O remix foi intitulado "Feeling Good (Avicii By Avicii)". Esta faixa só foi lançada no canal oficial do YouTube de Bergling. Porém, desde 1º de agosto de 2016, o vídeo no YouTube está privado.
Em 28 de agosto de 2016, Bergling realizou sua última apresentação ao vivo em Ibiza, antes de se retirar de uma turnê citando problemas de saúde. Seu anúncio inicial foi feito em seu site em abril. Em 22 de dezembro de 2016, um representante da Avicii Music AB anunciou que Avicii havia se separado do gerente de longa data Ash Pournouri e da At Night Management, juntamente com a gravadora PRMD de Ash. O representante também anunciou que Avicii assinou contrato com a Universal Music Sweden e que deveria lançar seu terceiro álbum de estúdio em 2017.

### AVĪCI (01)eTrue Stories(2017—18)
Em junho de 2017, a cantora britânica Rita Ora estreou uma versão semiacústica de "Lonely Together" em um evento privado na Annabel's em Londres. "Lonely Together" foi mais tarde o segundo single de AVĪCI (01). "Lonely Together" venceu o prêmio de "melhor clipe de música eletrônica" no VMA de 2018.
De 13 de julho a 2 de agosto, Avicii compartilhou trechos de um minuto no Instagram, com a legenda: "Música nova muito (muito) em breve!", com títulos de faixas como hashtags. Avicii enviou teasers de cada faixa do EP online após o lançamento.
Em 10 de agosto de 2017, Bergling lançou o EP de seis faixas AVĪCI (01). Avicii disse sobre o lançamento: "Estou muito animado por estar de volta com a música mais uma vez. Faz muito tempo desde que eu lancei nada e muito tempo desde que eu estava tão animado com novas músicas! Meu foco neste primeiro EP do álbum foi para obter um mix de músicas novas e antigas: algumas que os fãs têm perguntado sobre e esperando misturado com novas músicas que nunca foram ouvidas antes!". Em uma entrevista com Pete Tong na BBC Radio 1, Bergling afirmou que o EP é uma das três partes de seu terceiro álbum de estúdio.
Em 11 de setembro de 2017, Avicii anunciou um documentário intitulado Avicii: True Stories. O documentário narra a retirada do artista da turnê e apresenta entrevistas de seus colegas David Guetta, Tiësto, Wyclef Jean, Nile Rodgers e Chris Martin do Coldplay.
No dia 4 de janeiro, o cantor americano Anderson East lançou o single "Girlfriend". A canção foi escrita em parceria com Avicii para o álbum Encore de Anderson.
Em 10 de fevereiro de 2018, Avicii lançou "Ghost", uma colaboração com o cantor e compositor sueco Daniel Adams-Ray, creditado sob o nome artístico de Human. A canção, que havia vazado na internet entre 2014 e 2015 com o título "(I'm Still) In Love with Your Ghost", marca a segunda parceria entre os dois artistas, após "Somewhere in Stockholm", do álbum Stories de Avicii.
Em março de 2018, Avicii compartilhou prévias de colaborações com artistas como Bonn, Carl Falk, Joe Janiak, Albin Nedler, entre outros. As músicas mostradas nesses clipes acabaram sendo finalizadas e lançadas no álbum póstumo Tim.
Após a morte de Avicii em abril de 2018, veículos de notícia divulgaram que, no momento de sua morte, ele possuía mais de 200 músicas não lançadas, algumas finalizadas e outras ainda em desenvolvimento; sugeriu-se que esse material inédito continha alguns dos melhores trabalhos do artista. Em agosto de 2018, o produtor Carl Falk, que coproduziu faixas dos álbuns Stories (2015) e Avīci (01) (2017), afirmou que estava finalizando a colaboração com Chris Martin, "Heaven" (originalmente escrita durante a gravação do álbum Stories), e que a faixa poderia ser lançada postumamente nos próximos meses, juntamente com o terceiro álbum.

### Lançamentos póstumos e tributos
Em abril de 2019, foi anunciado que o álbum Tim, no qual Avicii estava trabalhando antes de sua morte, seria lançado em 6 de junho de 2019, com o primeiro single, "SOS", lançado em 10 de abril. Todos os lucros da venda do álbum foram destinados à "Tim Bergling Foundation". 

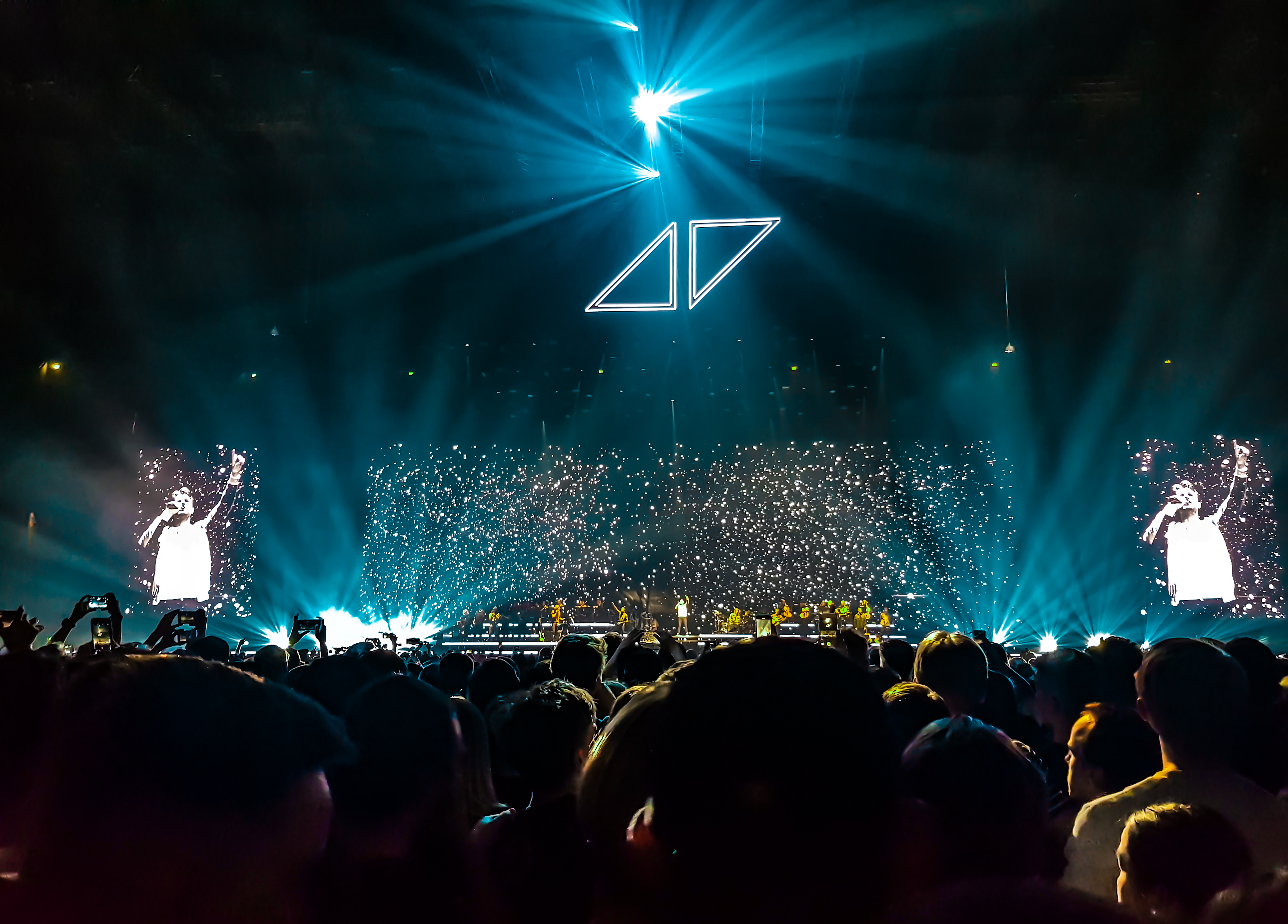
Avicii Tribute Concert em 2019

O segundo single do álbum, intitulado "Tough Love", foi lançado em 9 de maio de 2019, seguido de um videoclipe em 14 de maio. O terceiro single, "Heaven", foi lançado em 6 de junho; a música foi coescrita por Chris Martin, vocalista do Coldplay. Chris compartilhou nas redes sociais que ele e Avicii compuseram a música em 2014, e que foi concluída por Bergling em 2016. O videoclipe, lançado em 24 de junho de 2019, utilizou trechos de viagens de Avicii em Madagascar, após sua aposentadoria das turnês em 2016. Em 28 de junho, a Billboard classificou "Heaven" como uma das melhores músicas eletrônicas da primeira metade de 2019. "Fades Away" foi lançada em 5 de dezembro como o quarto e último single, após ter sido cantada ao vivo por Mishcatt no Avicii Tribute Concert.
Em 24 de janeiro de 2020, mais uma música póstuma de Avicii foi lançada: "Forever Yours", uma colaboração com Kygo e Sandro Cavazza. A canção foi tocada pela primeira vez por Avicii durante sua última turnê em 2016, começando no Ultra Music Festival. Kygo e Sandro Cavazza apresentaram a música juntos ao vivo no Avicii Tribute Concert, realizado na Friends Arena, em Estocolmo, em dezembro de 2019.
Em 15 de fevereiro, Tiësto estreou três faixas inéditas de Avicii em seu programa de rádio Tiësto's Club Life: uma colaboração com Aloe Blacc chamada "I Wanna Be Free", outra colaboração com Sandro Cavazza intitulada "We Burn" e uma colaboração com Wyclef Jean, "Now That We Found Love".
Em 30 de outubro de 2020, a cantora americana Cam lançou a faixa "The Otherside", coescrita pelo DJ Avicii. A versão presente no álbum de mesmo nome não contém os instrumentais originais do DJ, que foram removidos para se adequar ao estilo country do álbum, mas mantém a mesma letra escrita por Avicii.
Uma biografia intitulada Tim – The Official Biography of Avicii foi lançada no Reino Unido e na América do Norte em 16 de novembro de 2021. Kitty Empire, do The Guardian, descreveu o livro como "um estudo honesto do jovem tímido que se tornou um superstar DJ".
Um segundo show de tributo foi realizado na Avicii Arena em 1º de dezembro de 2021. Um terceiro show de tributo, intitulado "Together for a Better Day", aconteceu também na Avicii Arena em 6 de dezembro de 2023.
Em 14 de fevereiro de 2024, o vocalista do Zac Brown Band, que havia colaborado com Avicii em "Broken Arrows", anunciou que o remix de Avicii para a música "Beautiful Drug" seria lançado em 16 de fevereiro.
Em 19 de abril, foi anunciado que o documentário Avicii – I'm Tim estrearia no Festival de Tribeca em 9 de junho de 2024. Dirigido por Henrik Burman, o filme conta com entrevistas de David Guetta, Chris Martin e Nile Rodgers, entre outros.
Em 23 de maio, foi lançada uma rádio no SiriusXM intitulada Avicii Radio: Music for a Better Day.
Em 14 de junho, um fotolivro sobre a infância e a vida de Avicii foi lançado pelo autor sueco Måns Mosesson, o mesmo autor da biografia de Avicii. Os lucros das vendas do fotolivro foram destinados à Tim Bergling Foundation.
Em 31 de dezembro de 2024, a Netflix lançou vídeos da última apresentação ao vivo de Avicii, intitulada Avicii: Meu Último Show. O show foi lançado simultaneamente com o lançamento mundial do documentário Avicii: Meu Nome é Tim. A apresentação final de Avicii ocorreu em 28 de agosto de 2016, no Ushuaïa Ibiza Beach Hotel.
Em 14 de fevereiro de 2025, o single Forever Yours (Tim's 2016 Ibiza Version) foi lançado. Com vocais de Sandro Cavazza, a música já estava finalizada desde 2016, mas, com o lançamento do documentário, a pressão para o seu lançamento aumentou. No mesmo dia, um vídeo intitulado "Creative Journey" foi publicado, acompanhando o lançamento da música. O vídeo apresenta imagens raras de estúdio, mostrando Avicii ouvindo a demo com amigos e tocando a faixa em seu último show no Ushuaïa Ibiza Beach Hotel.
Em 16 de maio de 2025, foi lançada uma nova coletânea musical de Avicii, intitulada Avicii Forever. O álbum contará com 19 faixas que já haviam sido lançadas pelo DJ antes de sua morte. A coletânea será acompanhada por uma nova canção inédita do artista, intitulada "Let’s Ride Away", em parceria com a cantora Elle King.

## Vida pessoal
Avicii era fã de jogos eletrônicos e gostava de jogar World of Warcraft em sua juventude e Hearthstone durante sua vida adulta. Ele desenvolveu ansiedade ainda muito jovem, e seus pais o levaram a um terapeuta quando ele tinha 14 anos.

### Quora
Avicii era um usuário ativo do site Quora, onde frequentemente respondia perguntas de seus fãs sobre sua carreira e vida pessoal.
Entre algumas das curiosidades que ele compartilhou, ele revelou que o primeiro filme que assistiu foi The Blues Brothers. Ele também mencionou que suas músicas favoritas entre 2008 e 2012 eram "Save the World" e "One" do Swedish House Mafia. Além disso, ele destacou que uma das produções mais desafiadoras de sua carreira foi a música "A Sky Full of Stars", do Coldplay.
Avicii confessou que, durante seu tempo livre, não costumava ouvir suas próprias músicas, reservando esses momentos apenas para quando estava trabalhando no estúdio ou se apresentando nos shows. Em relação às suas músicas preferidas, ele citou "Feeling Good" de Nina Simone e "California Dreamin'" de The Mamas & the Papas.

### Relacionamentos
Sempre discreto, Avicii mantinha sua vida pessoal longe dos holofotes. Ele teve relacionamentos curtos com atrizes, cantoras e modelos, mas sua última namorada foi a modelo tcheca Tereza Kačerová. Eles estavam juntos há dois anos, e o relacionamento só se tornou público após sua morte, já que Avicii preferia não expor sua vida pessoal. Em entrevistas, Tereza revelou que o artista era um padrasto carinhoso para seu filho, Lucca, que na época tinha três anos. Ela também compartilhou que ambos planejavam casar e ter filhos. A modelo ficou profundamente abalada com o suicídio de Avicii e, até hoje, não entende completamente o que o levou a tomar essa decisão tão extrema. Avicii também teve um relacionamento com Emily Goldberg entre 2011 e 2013. A música "Enough is Enough", em parceria com a dupla NERVO, foi escrita por ele para Emily. Em maio de 2024, Emily faleceu vítima de uma embolia pulmonar.

### Problemas de saúde
Em janeiro de 2012, Avicii foi hospitalizado por 11 dias na cidade de Nova Iorque com pancreatite aguda, causada pelo uso excessivo de álcool. Entre 2012 e 2014, foram-lhe prescritos opioides para tratar a dor causada pela pancreatite, incluindo Oxicodona e Vicodin, dos quais ele desenvolveu dependência. Em 2014, Avicii passou por uma cirurgia na qual teve o apêndice e a vesícula biliar removidos. Em 2015, ele foi internado em uma clínica de reabilitação, e mais tarde, em março de 2016, anunciou que ia se aposentar das turnês. No documentário de 2017 Avicii: True Stories, dirigido por seu amigo de longa data Levan Tsikurishvili, Avicii falou sobre suas lutas com a saúde física e mental. O documentário mostra a pressão que ele enfrentava de sua equipe de gerenciamento para continuar realizando shows ao vivo, apesar de suas objeções.
Após sua aposentadoria, Avicii começou a praticar meditação transcendental, o que ele creditou como algo que ajudou a reduzir sua ansiedade, além de ter começado a consultar um terapeuta.
A alta pressão exercida pela gestão e pelos fãs para que ele continuasse em turnê e mantivesse sua persona pública foi citada, segundo a revista GQ, como uma das principais razões que levaram ao seu suicídio. Em uma declaração no artigo, diz que "Avicii temia decepcionar os fãs. Ele era sensível à 'onda de mensagens de ódio' que recebia após cancelar shows."
Seu empresário, Arash Pournouri, admitiu que sabia das ansiedades de Avicii, mas se recusava a considerá-las um problema de saúde mental. Além disso, a equipe de gerenciamento só tomou conhecimento de sua dependência de analgésicos em novembro de 2014. Eles realizaram duas intervenções, mas nenhuma teve sucesso. Pournouri chegou a remarcar vários shows para que Avicii pudesse se recuperar em Estocolmo. Tendo descoberto os problemas com álcool de seu cliente anteriormente, Pournouri proibiu que os promotores oferecessem bebidas alcoólicas a ele, esvaziou seu minibar e se concentrou em sua recuperação. No entanto, os problemas se agravaram quando não havia equipe para "monitorar" Avicii durante sua recuperação. Em 2014, Pournouri se encontrou com Klas Bergling, pai de Avicii, para compartilhar suas preocupações sobre a saúde do artista.
Contra a vontade de Avicii, Pournouri afirmou ter cancelado mais duas turnês mundiais, que teriam gerado aproximadamente US$ 2,9 milhões em lucros.

## Filantropia
Após alcançar grande sucesso comercial, Avicii começou a trabalhar com seu empresário e produtor executivo Arash Pournouri para fundar, em 2011, a House for Hunger, uma instituição de caridade dedicada a combater a fome global. A dupla queria mostrar o espírito de solidariedade cultivado pela comunidade da música house. Avicii explicou: "Você precisa retribuir de alguma forma. Sou muito sortudo por estar em uma posição onde realmente posso fazer isso. Me sinto grato todos os dias quando acordo e posso fazer o que amo e ainda viver disso". Além de doar US$ 1 milhão para a Feeding America, uma organização fundada por John van Hengel, a House for Hunger também ajudou a financiar os esforços da Feed Foundation, criada por Laura Bush, permitindo a distribuição de mais de 2 milhões de refeições escolares pela África. Avicii também apoiou campanhas contra o tráfico humano e a violência de gangues, dirigindo os vídeos de suas faixas "For a Better Day" e "Pure Grinding".

## Artisticamente

### Influências
Em resposta à pergunta "Quais músicos influenciaram Avicii?", feita no site Quora, Avicii respondeu: 
"No início da minha carreira, meu som foi fortemente influenciado pelos produtores suecos de house music, principalmente Eric Prydz e Axwell, além de Steve Angello e Sebastian Ingrosso. Hoje em dia, essa resposta mudou um pouco. Eu diria que os músicos que mais me influenciaram em termos de letras, melodias e arranjos foram: Earth, Wind & Fire, Ray Charles, Stevie Wonder, Nina Simone, Etta James, Coldplay, Red Hot Chili Peppers, System of a Down, Paul Simon, Michael Jackson, Smokey Robinson, Little Dragon, Of Monsters and Men, Mumford & Sons, The Beatles e Nile Rodgers — a lista é longa (acho que já me estendi bastante, né?).

Quanto à minha produção, especialmente a música eletrônica que está sempre presente, seja de forma mais evidente ou sutil, ainda devo muito a Eric Prydz, Swedish House Mafia e Daft Punk."

### Estilo musical
O trabalho inicial de Avicii era voltado para deep house e progressive house, geralmente baseado em uma estrutura de quatro acordes, sub-bass e uma melodia simples de sintetizador. Seu álbum de estreia, True, trouxe uma mistura de gêneros musicais, incluindo folktronica. Enquanto trabalhava no álbum, Avicii queria combinar música eletrônica com soul, funk, blues, folk e country, pois sentia que o EDM havia se tornado muito focado em "drops poluídos". O primeiro single, "Wake Me Up", é um exemplo de fusão com música folk. Conforme observado por Katie Bain, do The Observer, "essa música explorou o potencial de mercado ao misturar EDM e country, um modelo que muitos artistas passaram a recriar". Um editor da Variety comentou que o "som distinto" de Avicii era composto por "sintetizadores elevados e melodias envolventes". Artistas como Kygo, Skrillex, Diplo, Gryffin, Martin Garrix e Cheat Codes o citam Avicii uma fonte de inspiração para suas músicas.

## Morte

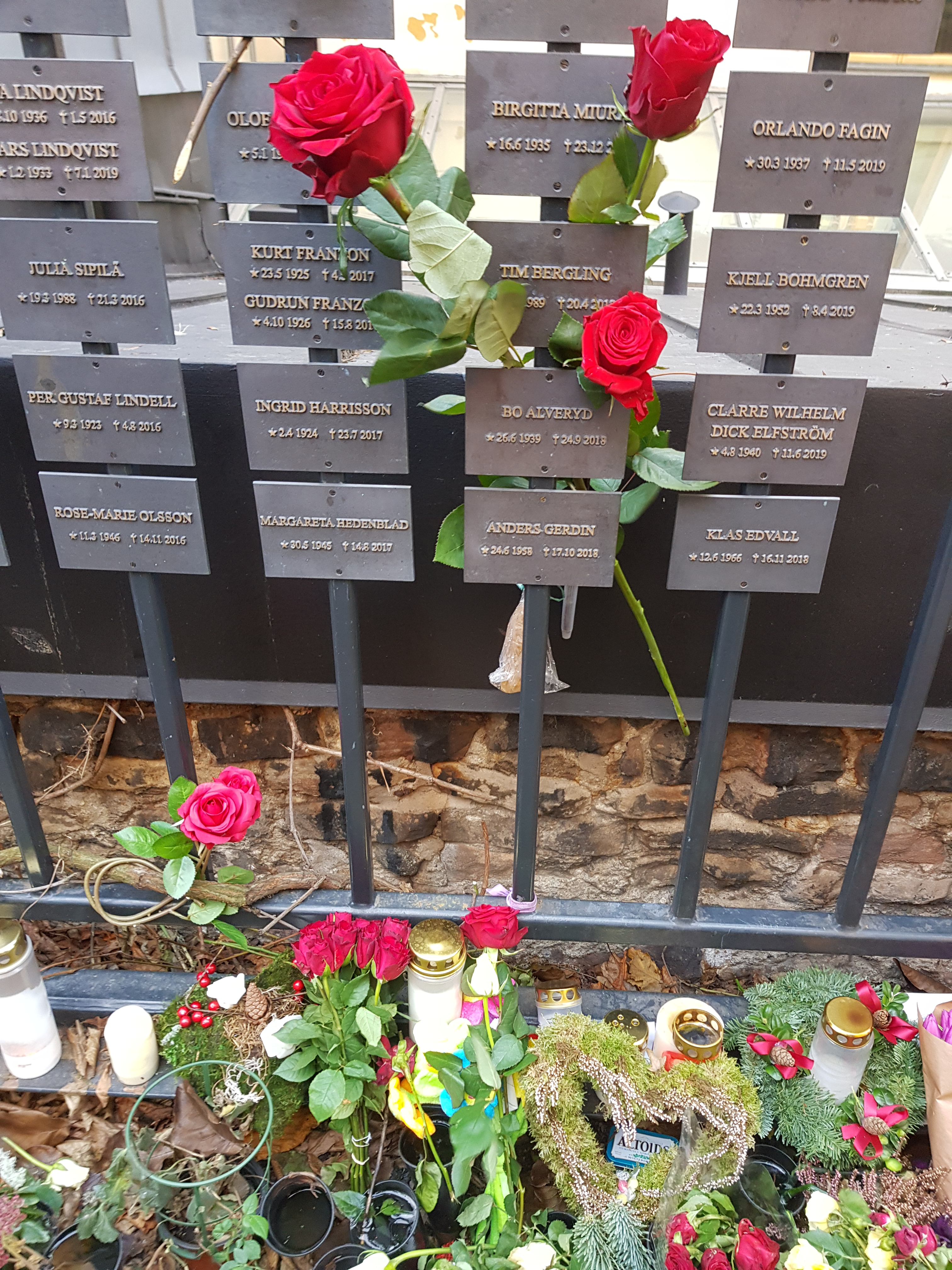
Uma placa em memória de Tim Bergling, e outras pessoas, na Igreja Hedvig Eleonora, onde ele está enterrado

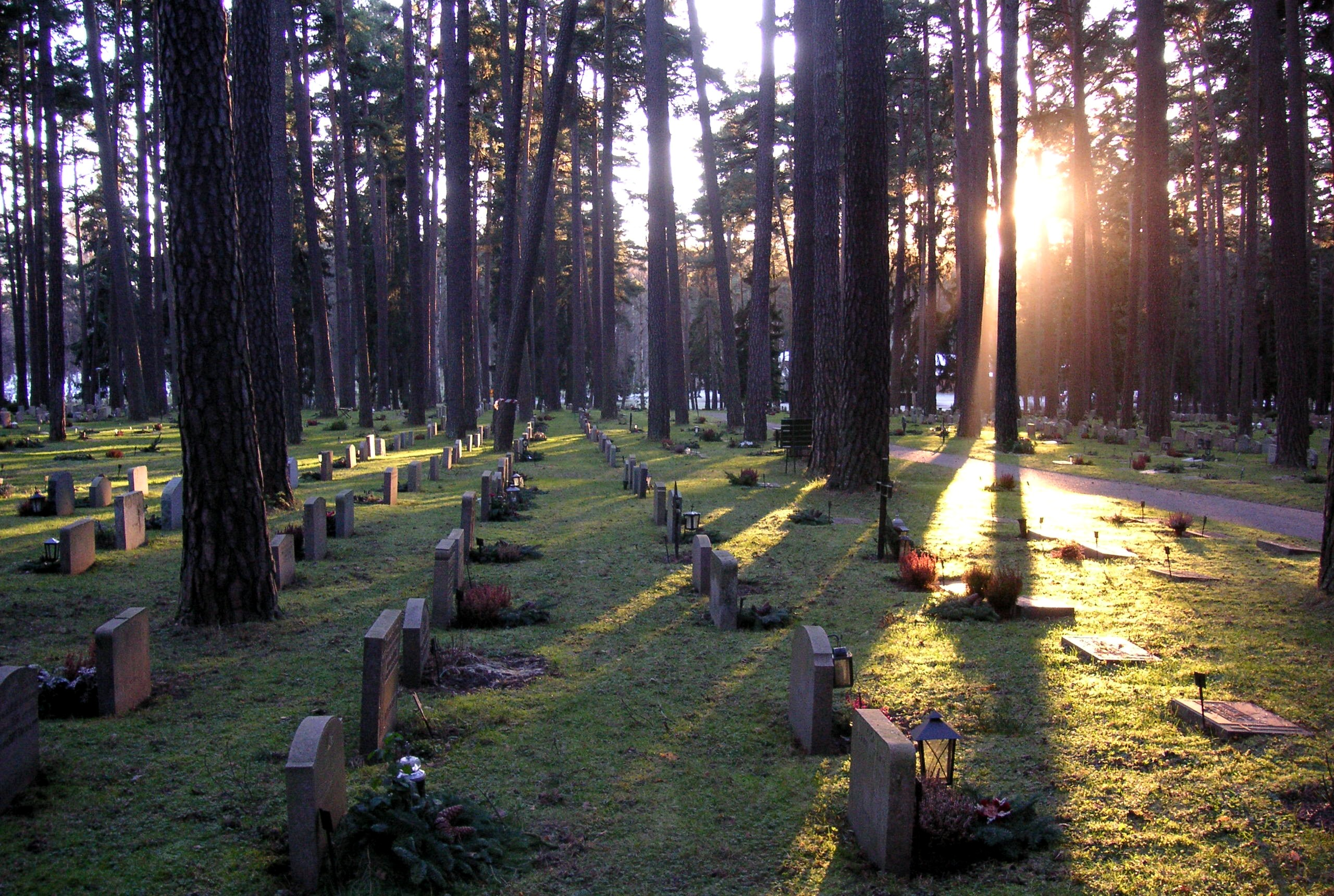
O Skogskyrkogården, o cemitério onde o funeral de Bergling foi realizado.

Avicii faleceu em 20 de abril de 2018, em Mascate, Omã, onde estava de férias, aos 28 anos de idade. A causa da morte não foi imediatamente divulgada. Em 21 de abril, as autoridades de Omã afirmaram que não havia "suspeita criminal" ou evidência de crime em sua morte. Um dia antes do falecimento, um amigo havia expressado preocupação com o estado mental de Avicii ao seu pai, Klas Bergling. Mais tarde, o site TMZ relatou que ele morreu por suicídio, usando um pedaço de vidro para se ferir. Em 26 de abril, a família de Avicii divulgou uma carta aberta dizendo:
Nosso amado Tim era um buscador, uma alma artística frágil em busca de respostas para questões existenciais. Um perfeccionista que se dedicava demais, viajando e trabalhando em um ritmo que o levou a um estresse extremo. Quando parou de fazer turnês, ele queria encontrar equilíbrio na vida, para poder ser feliz e fazer o que mais amava – música. Ele realmente lutava com pensamentos sobre o significado da vida e a felicidade. Ele não podia mais continuar. Ele queria encontrar paz. Tim não foi feito para a máquina da indústria em que se encontrava; ele era um cara sensível que amava seus fãs, mas evitava os holofotes. Tim, você será para sempre amado e profundamente lembrado com saudade. A pessoa que você foi e sua música manterão sua memória viva. Amamos você, A Família.
Em 22 de maio, a família de Avicii anunciou que o funeral seria privado, apenas para "as pessoas mais próximas a ele". A cerimônia aconteceu no dia 8 de junho no cemitério Skogskyrkogården, em Estocolmo. Ele foi sepultado na Igreja Hedvig Eleonora, em junho de 2018.

## Tributos
Em 22 de abril de 2018, a banda americana OneRepublic homenageou Avicii tocando o hit "Wake Me Up" durante um show em Mumbai.
Em 28 de abril de 2018, o DJ Nicky Romero dedicou seu programa de rádio, Protocol Radio, para tocar músicas de Avicii. Foi uma hora de programa inteiramente com músicas e remixes de Avicii.
Em 20 de maio de 2018, a dupla de DJs The Chainsmokers e a cantora Halsey prestaram tributo a Avicii no Billboard Music Awards de 2018 antes de apresentarem o prêmio de Melhor Música do Hot 100. Drew Taggart, do The Chainsmokers, disse: "Sua morte foi uma grande perda para o mundo da música e para nós. Ele foi um artista que inspirou muitos de diversas maneiras, e, simplesmente, ele significava muito para nós e para toda a comunidade EDM." Halsey, por sua vez, fez um discurso emocionante sobre saúde mental, destacando a importância de amar e apoiar uns aos outros.
No dia 21 de maio de 2018, Tiësto tocou um medley das músicas de Avicii no EDC Las Vegas, e Aloe Blacc se juntou a ele no palco para cantar "Wake Me Up".
Em 27 de maio, no evento BBC Radio 1's Big Weekend, Rita Ora fez uma homenagem ao DJ, descrevendo-o como "um amigo muito querido" que "mudou sua vida". Rita Ora também prestou tributos similares durante o King's Day e no Summertime Ball da Capital FM.
Na edição de 2018 do Tomorrowland, vários DJs homenagearam Avicii, incluindo Axwell Λ Ingrosso, Don Diablo, Nicky Romero, Dimitri Vegas & Like Mike, Zedd e Kygo, sendo que Kygo mencionou Avicii como sua maior influência no EDM. Todos os DJs tocaram as músicas de Avicii durante seus sets no festival, que Michael Thivaios (Like Mike) descreveu como "a casa de Avicii". Michael Thivaios também chamou Avicii de "um dos seus melhores amigos" e "uma grande inspiração". As músicas de Avicii "Levels" e "Wake Me Up" ficaram em segundo e oitavo lugar, respectivamente, entre as mais tocadas do Tomorrowland 2018.
Em 27 de julho, o DJ e produtor russo Arty lançou uma música chamada "Tim" como tributo a Avicii. Ele afirmou: "Fiz uma música para meu amigo. Quero honrar sua memória e, na minha opinião, essa é a coisa certa a se fazer."
Na edição de 2018 do festival Creamfields, a Kaleidoscope Orchestra fez uma apresentação especial em homenagem a Avicii, tocando seus maiores sucessos de música eletrônica.
Em 12 de outubro de 2018, a dupla Vicetone lançou a faixa "South Beach", inspirada pela música de Avicii. Eles explicaram que essa foi uma das primeiras músicas que criaram e decidiram finalizá-la e lançá-la como tributo.
Além dos tributos ao vivo, muitos outros artistas, incluindo Eric Prydz, Imagine Dragons, Skrillex, Calvin Harris, Hardwell, Deadmau5, Marshmello, Zedd e Robbie Williams, prestaram homenagens a Avicii no Twitter e instagram.
Um ano após sua morte, as homenagens nas redes sociais continuaram, com tributos de Nicky Romero, DJ Snake, Nile Rodgers e dos organizadores do Tomorrowland, entre outros. Em 2021, Basshunter gravou a música "Life Speaks to Me" como homenagem a Avicii.
Em 2024, o festival Tomorrowland dedicou o evento a Avicii. Sua música "Levels" foi eleita, em uma enquete, como "O melhor hino da história da Tomorrowland", superando "Mammoth" de Dimitri Vegas & Like Mike, e "High On Life" de Martin Garrix. Além disso, Avicii também conquistou o quinto lugar na mesma enquete com a faixa "Seek Bromance".
Em 2025, o festival Tomorrowland homenageou Avicii dez anos após sua última apresentação no evento. A produção do festival disponibilizou, através da Apple Music, os sets que Avicii tocou ao vivo nas edições de 2012, 2014 e 2015. Além disso, foi criado um espaço especial durante o festival intitulado "Avicii Forever - The Tribute", o espaço dedicado à vida de Avicii, foi usado para exibir imagens e produções audiovisuais para reviver memórias e celebrar seu legado.

### Outros tributos

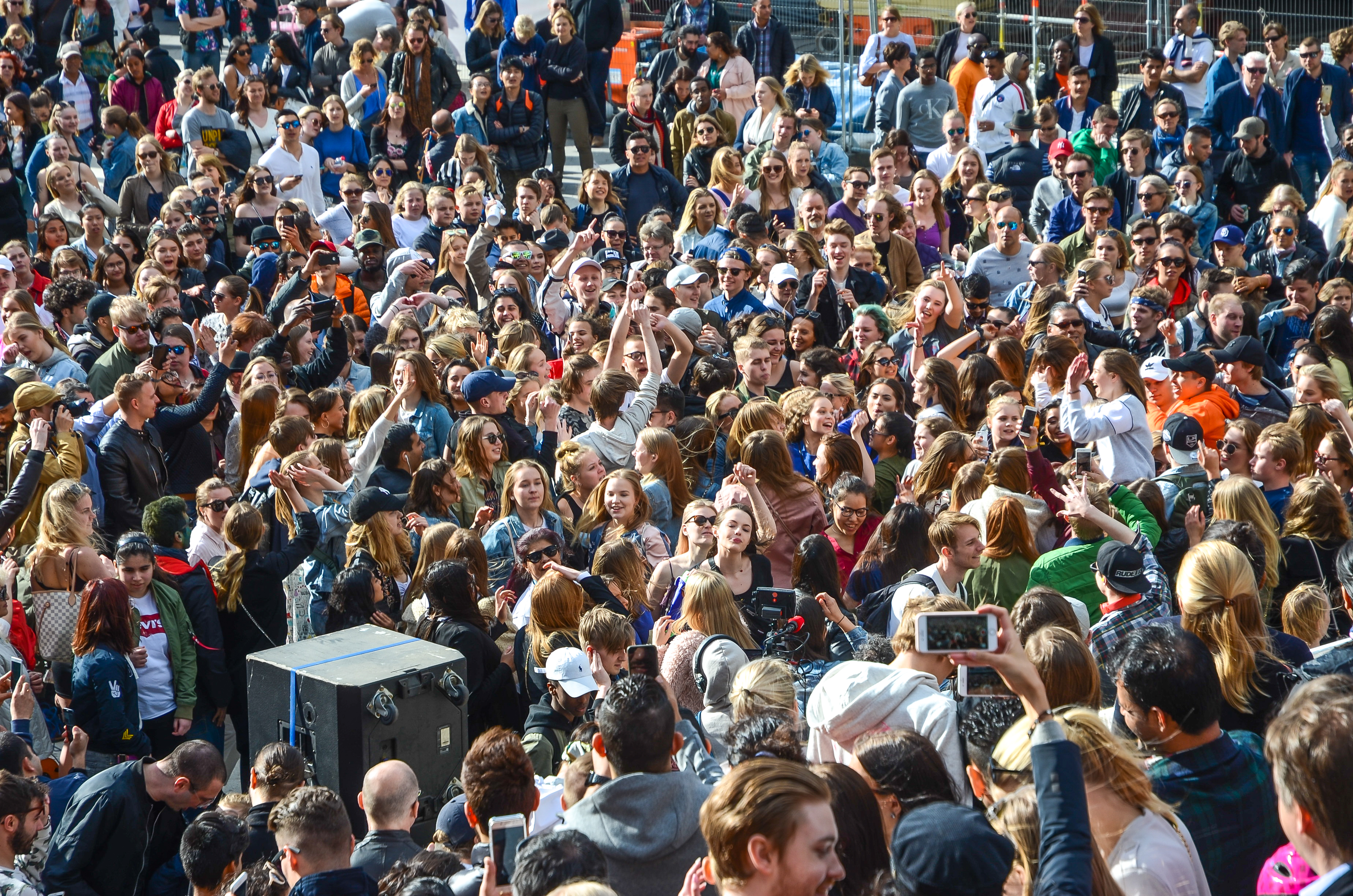
Um encontro de fãs em Estocolmo no dia seguinte à sua morte

Em 21 de abril de 2018, uma coleção de músicas de Avicii foi tocada no carrilhão da Torre Dom, em Utreque, executada por Malgosia Fiebig.
Em 21 de maio de 2018, durante a primeira noite da final da 14ª temporada do reality show musical The Voice, a jurada Alicia Keys fez um dueto com Britton Buchanan, último participante de sua equipe, e juntos apresentaram "Wake Me Up" de Avicii. Durante a performance, Alicia Keys fez uma homenagem verbal ao DJ.
Em 16 de novembro de 2018, a família de Avicii organizou um memorial público na Igreja Hedvig Eleonora, em Estocolmo. Centenas de fãs compareceram para prestar suas homenagens. O serviço contou com um coro orquestral que tocou músicas relacionadas a momentos da vida de Avicii e terminou com uma versão de seu grande sucesso de 2013, "Wake Me Up". Um fã descreveu a cerimônia como "muito emocionante" e "uma grande homenagem a Avicii".
Em 30 de abril de 2019, a Guarda Montada Real e a Corporação de Dragões da Guarda do Exército Sueco fizeram uma homenagem a Avicii durante uma cerimônia no Palácio Real de Estocolmo, tocando versões em metais de suas músicas "Without You", "Hey Brother" e "Wake Me Up".

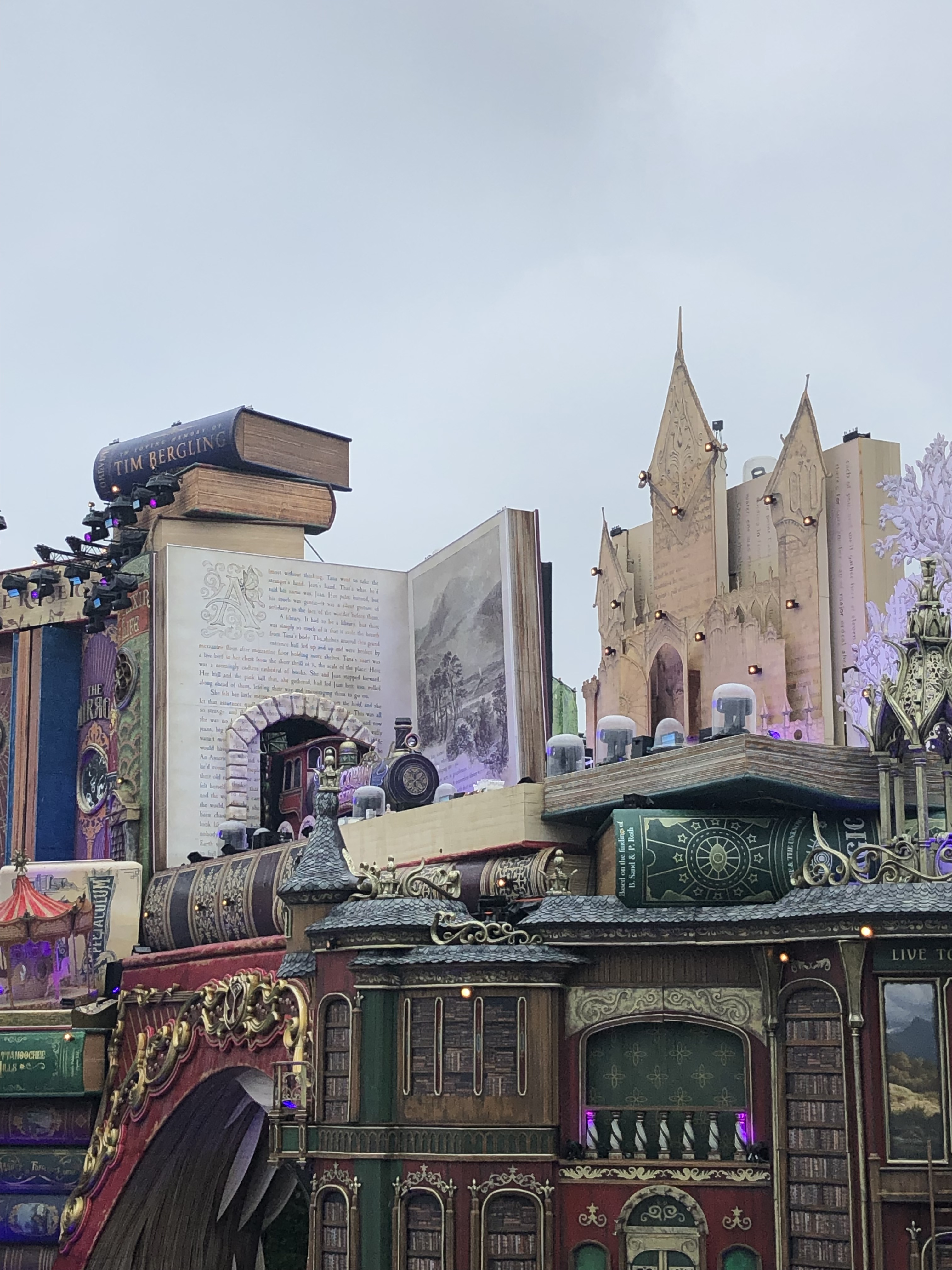
Um livro gigante em homenagem a Avicii (canto superior esquerdo da imagem) como parte do palco principal do Tomorrowland em 2019

A edição de 2019 do festival Tomorrowland incluiu uma homenagem a Avicii na decoração do palco principal.
Em setembro de 2019, foi anunciado o Avicii Tribute Concert em Estocolmo, a ser realizado em 5 de dezembro de 2019, em memória de Avicii. O evento contou com David Guetta, Kygo, Dimitri Vegas & Like Mike, Nicky Romero e Laidback Luke como principais atrações, além de vários vocalistas com quem Avicii havia trabalhado, acompanhados por uma orquestra de 30 músicos, realizando um dos sonhos de Avicii de tocar sua música com uma grande banda ao vivo. Todos os lucros foram destinados à Tim Bergling Foundation. Os ingressos se esgotaram em 30 minutos.
Em outubro de 2019, Avicii foi homenageado com uma estátua de cera no museu Madame Tussauds, em Nova York.
No mesmo mês, foi anunciado o lançamento do videogame AVICII Invector. O jogo, que inclui versões solo e multijogador, permite aos jogadores recriar 25 dos maiores sucessos de Avicii ao longo dos anos. Uma parte dos lucros seria destinada à Tim Bergling Foundation.
Em 2020, a OnePlus escolheu "Avicii" como codinome para o smartphone OnePlus Nord, em homenagem ao DJ.
Em 19 de maio de 2021, o Ericsson Globe, em Estocolmo, foi renomeado como Avicii Arena. Para comemorar a nova denominação, a Orquestra Filarmônica Real de Estocolmo gravou uma performance da música de Avicii "For a Better Day", com vocais da cantora sueca de 14 anos, Ella Tiritiello.
Em 8 de setembro de 2021, o Google Doodle celebrou o que teria sido o 32º aniversário de Avicii com um vídeo animado ao som de "Wake Me Up", em apoio à Semana Nacional de Prevenção ao Suicídio.
Em 20 de abril de 2023, cinco anos após sua morte, o festival Tomorrowland fez uma homenagem a Avicii , tocando seus maiores sucessos e o álbum Stories durante todo o dia na rádio One World Radio.

## Legado

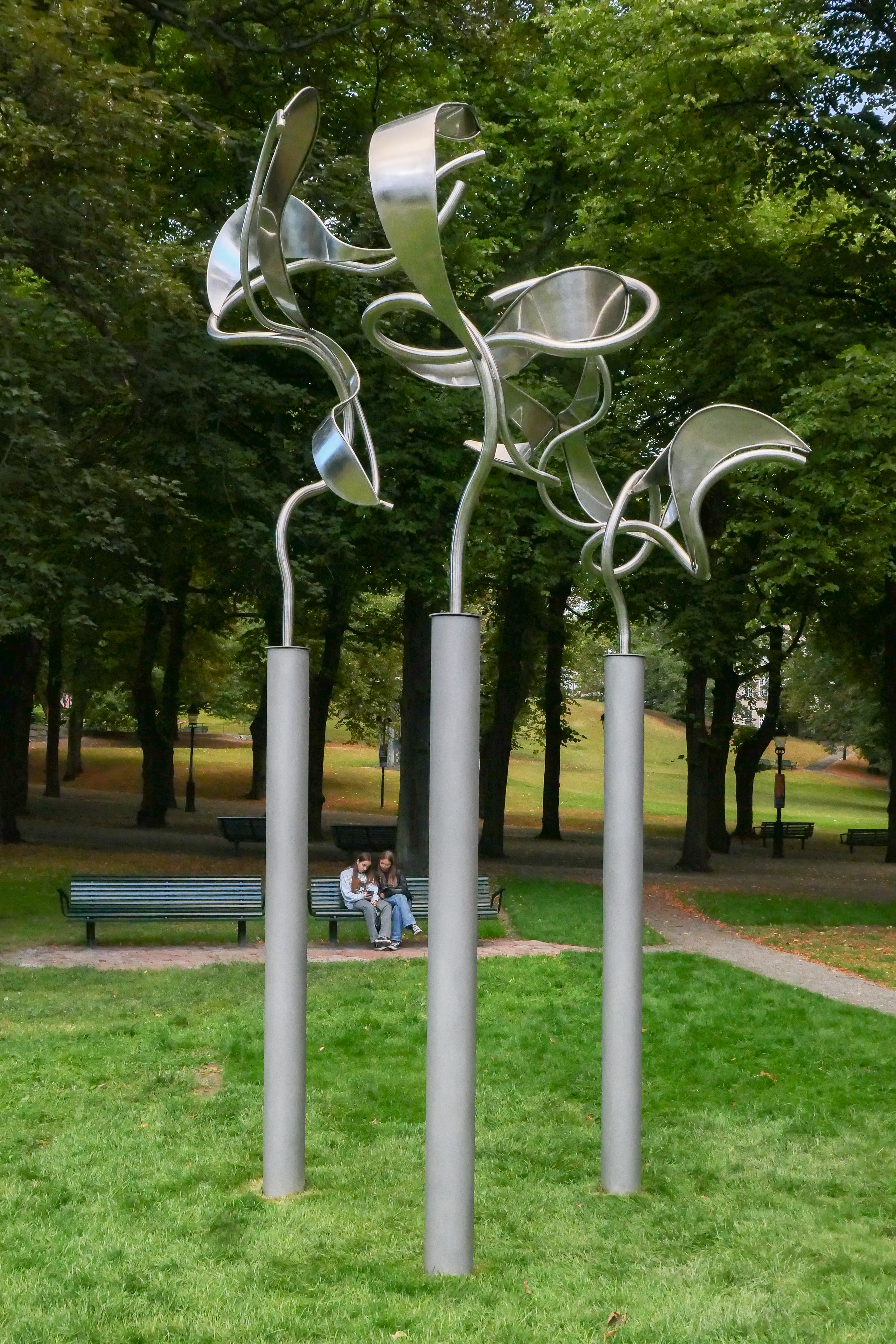
"Standing Waves", uma estátua em Humlegården, Suécia, desenhada por Adèle Essle Zeiss e Liva Isakson em homenagem a Avicii.

### Inovação Musical
Muitos artistas do gênero EDM citam Avicii como uma grande influência em seus trabalhos, e muitos prestaram homenagem a ele após sua morte. Alan Walker e DubVision o descreveram como um "ícone" no EDM. O DJ norueguês Kygo afirmou que Avicii foi "[sua] maior inspiração e o motivo pelo qual [ele] começou a produzir música eletrônica". Outros artistas, como Diplo, Sebastian Ingrosso, Felix Jaehn e Martin Garrix, que colaborou com Avicii no single de 2015 "Waiting for Love", também o citaram como fonte de inspiração, mencionando especialmente as músicas "Levels" e "Seek Bromance" como marcos dessa influência.
No dia de sua morte, o The Washington Post publicou um artigo reconhecendo Avicii como um pioneiro ao tentar aproximar o country da música eletrônica, citando seus sucessos de 2013 "Wake Me Up" e "Hey Brother" como exemplos dessa fusão. Avicii também é creditado por influenciar outras tentativas de mesclar gêneros, como as músicas "The Middle", de Zedd, e "Let Me Go", de Hailee Steinfeld.
Além de influenciar artistas da música eletrônica, Avicii deixou sua marca em músicos de outros gêneros. Nile Rodgers afirmou que, em termos de composição melódica, Avicii foi "talvez um dos melhores, senão o melhor" com quem já trabalhou. Mike Einziger, do Incubus, declarou que "algumas das músicas que fizemos juntos são as de que mais me orgulho em toda a minha vida". Dan Reynolds, do Imagine Dragons, disse que trabalhar com Avicii foi "um dos momentos colaborativos mais especiais" que já teve. Charlie Puth afirmou que Avicii foi "o homem que realmente abriu meus olhos para o que minhas produções poderiam um dia soar". Eric Clapton, que nunca colaborou publicamente com Avicii, revelou ter sido "inspirado por Avicii" e dedicou uma música de seu álbum de Natal Happy Xmas em sua homenagem.
Em 21 de novembro de 2019, a Billboard incluiu o hit "Levels" de Avicii entre as 100 músicas que definiram a década de 2010. Seu sucesso de 2013, "Wake Me Up", ficou em 13º lugar no ranking da Official Charts Company das músicas da década, sendo a faixa de EDM mais bem posicionada.

### Conscientização sobre Saúde Mental
Em 26 de março de 2019, a família de Avicii lançou uma fundação voltada para a prevenção de doenças mentais e suicídio, a Fundação Tim Bergling. A fundação atua internacionalmente e tem como objetivo educar pessoas e empresas sobre questões relacionadas à saúde mental e ao suicídio. Além disso, a organização trabalha com temas como mudanças climáticas, desenvolvimento empresarial e conservação de espécies ameaçadas. Desde 2019, muitos profissionais da indústria musical têm afirmado que a morte de Avicii trouxe uma maior conscientização sobre os desafios de saúde mental no setor.

### Museu
Em 9 de junho de 2020, foi anunciado que um museu em homenagem a Avicii seria aberto em Estocolmo no verão de 2021. O museu, nomeado como Avicii Experience, foi inaugurado em fevereiro de 2022 pelo príncipe Carl Phillip e a princesa Sofia, ao lado do pai de Avicii, Klas Bergling, no Space Stockholm, um novo centro de cultura digital próximo a praça Sergel. O museu exibe reconstruções do quarto de infância de Avicii e de sua mansão em Los Angeles, além de oferecer gravações de suas músicas mais populares, a possibilidade de remixá-las e faixas inéditas.
A ideia do museu foi de seus pais, que queriam oferecer aos fãs um espaço para lembrar e celebrar o trabalho de Avicii e entender seu processo criativo. O museu interativo inclui exposições que percorrem várias fases da vida de Avicii, incluindo uma simulação do estilo de vida acelerado que ele vivia antes de se aposentar das turnês em 2016, permitindo aos visitantes compreender os problemas de saúde enfrentados pelo artista. As exposições também são dedicadas a aumentar a conscientização sobre problemas de saúde mental entre os jovens e na indústria musical em geral. Parte dos lucros do museu é destinada à Fundação Tim Bergling.

## Filmografia
| Ano  | Título               | Papel     | Nota         |
| ---- | -------------------- | --------- | ------------ |
| 2017 | Avicii: True Stories | Ele mesmo | Documentário |
| 2024 | Avicii: I'm Tim      | Ele mesmo | Documentário |

## Discografia
Avicii lançou seu primeiro álbum de estúdio, True, em 2013. O álbum foi um sucesso global, destacando sua habilidade de misturar música eletrônica com outros gêneros, como o country e o folk. Entre os singles de destaque do álbum estão "Wake Me Up" e "Hey Brother".
Em 2014, ele lançou True: Avicii By Avicii, uma versão remixada de seu álbum de estreia, onde remixou suas próprias músicas e as transformou em novas versões mais voltadas para baladas e festivais.
Em 2015, Avicii lançou seu segundo álbum de estúdio, Stories. Este álbum consolidou sua presença na cena musical, explorando temas pessoais e uma sonoridade mais madura, com sucessos como "Waiting for Love" e "For a Better Day".
Além de seus álbuns de estúdio, Avicii lançou vários EPs ao longo de sua carreira. Em 2014, ele lançou The Days / Nights EP, que incluiu os hits "The Days" e "The Nights". No ano seguinte, em 2015, foi lançado o EP Pure Grinding / For a Better Day, destacando essas duas faixas marcantes.
Em 2017, Avicii lançou o EP Avīci (01), que marcou seu retorno após um breve hiato das turnês. Este EP incluiu faixas como "Without You" e "Lonely Together".
Seu terceiro e último álbum de estúdio, Tim, foi lançado postumamente em 2019, como uma homenagem ao seu legado e suas contribuições ao mundo da música eletrônica. O álbum apresentou faixas que estavam em desenvolvimento antes de sua morte, como "Heaven" e "SOS".

## Turnês
- House for Hunger (2012)[251]
- True Tour (2014)[252]
- Stories World Tour (2015)[253]